# Adolf Tolkachev
Adolf Georgiyevich Tolkachev (em russo:  Адольф Георгиевич Толкачёв; Aqtöbe, 6 de janeiro de 1927 — Moscou, 24 de setembro de 1986) foi um engenheiro eletrônico soviético. Ele forneceu documentos vitais para a CIA entre 1979 e 1985. Trabalhando no escritório de design de radar soviético Phazotron como um dos principais designers, Adolf Tolkachev deu à CIA informações detalhadas completas sobre projetos como os sistemas de mísseis R-23, R-24, R-33, R-27 e R-60, S -300; radares de aeronaves de caça-interceptação usados no MiG-29, MiG-31 e Su-27; e outros aviônicos. A polícia da KGB o executou em Moscou em 1986 por espionagem.

## Carreira
Tolkachev alegou que sua desconfiança no governo soviético surgiu da perseguição aos pais de sua esposa, que sofreram sob o governo de Joseph Stalin. Ele disse à CIA que foi inspirador por Alexander Soljenítsin e Andrei Sakharov.
Uma história cuja veracidade tem sido questionada conta como Tolkachev começou sua carreira de espião. De janeiro de 1977 a fevereiro de 1978, Tolkachev tentou abordar carros com placas diplomáticas dos EUA em Moscou cinco vezes, abordando coincidentemente o chefe do escritório da CIA em Moscou, Gardner Hathaway [en], em um posto de gasolina. No entanto, a CIA estava cautelosa quanto a operações de contraespionagem da KGB. Na sua quinta tentativa, a CIA designou um oficial que falava russo chamado John I. Guilsher para entrar em contato com ele. Eventualmente, Tolkachev estabeleceu sua boa-fé com dados de inteligência que provaram ser de valor "incalculável" para especialistas americanos. A Força Aérea dos EUA mudou completamente sua direção em relação a um pacote eletrônico de 70 milhões de dólares para o F-15 Eagle graças à inteligência fornecida por Tolkachev, embora o historiador Benjamin B. Fischer [en] diga que esse era "o custo total projetado, e não uma redução de custos".
Tolkachev resistiu ao uso de métodos tradicionais da CIA, incluindo dead drops e rádios. Ele preferia encontros pessoais, pois gostava de se reunir com agentes. Durante esses encontros, ele também recebia medicamentos e fazia exames médicos. Um jornal com ligações à KGB escreveu mais tarde que a CIA demonstrava um grande cuidado com Tolkachev e que a forma como o tratavam era "comovente".
Tolkachev descobriu que muitos dos procedimentos fornecidos pela CIA eram ineficazes e corriam o risco de expô-lo. Tolkachev descobriu que muitos dos procedimentos fornecidos pela CIA eram ineficazes e corriam o risco de expô-lo. Ele desenvolveu várias maneiras de contornar a segurança soviética, apesar das mudanças rotineiras que interferiam em suas atividades. Ele repetidamente encontrava falhas na segurança, criando métodos para acessar documentos sem deixar registros e encontrou maneiras de levar documentos para casa ou para áreas da instalação onde tinha acesso a melhor iluminação e mais privacidade. Quando as câmeras fornecidas pela CIA não funcionavam, Tolkachev criava uma maneira de usar uma câmera civil. Ele desenvolveu seus próprios procedimentos que aumentavam significativamente a quantidade e a qualidade de seu trabalho. Em uma única reunião, ele forneceu quase 200 rolos de filme e mais de 150 rolos em outra reunião. Ele também incluiu notas detalhadas e explicações sobre as informações contidas nas fotos para ajudar na compreensão dos documentos.
Tolkachev inicialmente recusou qualquer pagamento por seus serviços, sabendo que isso levantaria suspeitas. Ele pediu materiais de arte, música e outros itens para seu filho. Como ele próprio não aceitava pagamentos, pagamentos simbólicos eram depositados em uma conta no exterior como sinal de gratidão. Tolkachev recusou-se a deixar a União Soviética porque sua esposa acreditava que ela sentiria saudades de casa. Ele acabou solicitando que os juros de suas contas fossem pagos em rublos para que ele pudesse tentar subornar quaisquer colegas de trabalho que descobrissem suas atividades. Caso não conseguisse subornar sua saída de uma situação, Tolkachev solicitou uma pílula de cianeto para cometer suicídio, caso fosse capturado, e assim limitar as informações que a KGB poderia obter ao interrogá-lo. Os pagamentos foram feitos, apesar de Tolkachev saber que nunca conseguiria acessar os fundos restantes. Ele foi além de qualquer exigência estabelecida em seu acordo de pagamento e forneceu informações sempre que se tornaram disponíveis para ele, não apenas quando era prevista que recebesse compensação ou cuidados.

## Comprometimento e prisão
Em algum momento de 1985, Tolkachev foi comprometido. Ao tentar se encontrar com Tolkachev, um agente da CIA foi preso e interrogado na sede e prisão da KGB em Lubianka, e materiais incriminadores, incluindo equipamentos de espionagem, como câmeras, foram apreendidos com ele. Acredita-se que a fonte da exposição tenha sido Edward Lee Howard, um ex-oficial da CIA que fugiu para Moscou para evitar acusações de traição. Aldrich Ames aparentemente também passou seu nome aos soviéticos.
Tolkachev foi preso pela KGB quando retornava do campo para Moscou e mais tarde foi julgado e executado. Com muito planejamento ao longo dos anos, Tolkachev cuidadosamente separou seu trabalho de espionagem de sua família; no entanto, sua esposa Natalia também foi presa por três anos, em 1986, sob acusações de apoiar alta traição.
A prisão de Tolkachev, comandada pelo tenente-coronel da KGB Vladimir Zaitsev, foi realizada pelo Grupo Alpha Spetsnaz da KGB. Zaitsev também afirma que a KGB manteve a prisão de Tolkachev em segredo para fornecer informações falsas à CIA ao longo de 10 meses.

## Legado
Uma pintura de Tolkachev feita por Kathy Krantz Fieramosca está pendurada na sede da CIA em Langley. O escritor David E. Hoffman publicou The Billion Dollar Spy, sobre a vida de Tolkachev, em 2015.

## Ceticismo
Benjamin B. Fischer, ex-historiador-chefe da CIA, apresentou uma visão contrária do caso Tolkachev. Ele argumenta que:
- Uma vez que Tolkachev "fez nada menos que seis ou sete tentativas de contato com a Estação de Moscou [da CIA]", incluindo altos funcionários da CIA, é implausível que o KGB não o tenha detectado.[3]  Essa afirmação ignora o fato de que ele apenas perguntou se os agentes eram americanos, e, em seguida, e, em seguida, deixou bilhetes para eles.[6]
- Tolkachev afirmou que levava documentos para casa para fotografá-los durante o almoço, mas viajar por meio do transporte público teria levado cerca de uma hora.[10] Essa afirmação ignora tanto o fato de que era procedimento padrão para os funcionários saírem durante o almoço para realizar tarefas quanto o fato de que Tolkachev não conseguia mais usar sua casa para coletar informações, passando a encontrar banheiros e outros locais nas instalações onde pudesse tirar fotos em privacidade.[11]
- Uma vez que Tolkachev afirmou que estava pedindo documentos que estavam fora de sua área de trabalho ou autorização de segurança, ele não conseguiria obtê-los sem levantar suspeitas nas instalações seguras, guardadas pelo KGB.[12] Essa afirmação ignora o fato de que Tolkachev expressou essas preocupações e que ele substituiu o cartão usado para manter registros de suas retiradas de livros, além de que não existia um sistema para a KGB filtrar retiradas de documentos por assunto.[11]

Fischer também questiona o valor da inteligência fornecida por Tolkachev, afirmando que, uma vez que a HUMINT da CIA constituía apenas "um pequeno ingrediente" do processo de tomada de decisão do Pentágono, Tolkachev não pode ser creditado com a economia de bilhões de dólares. Ele conclui que Tolkachev era um agente "dangle [en]" operado pelo KGB para obter equipamentos técnicos da CIA, como câmeras espiãs, projetar uma falsa imagem da vitalidade militar e econômica soviética e absorver a CIA em uma operação que consumia recursos e tempo.
Entretanto, contradizendo as afirmações de Fischer, o Politburo soviético discutiu Tolkachev em 25 de setembro de 1986, e altos oficiais soviéticos declararam que ele "foi pego com dois milhões de rublos" e "entregou segredos militares e técnicos muito importantes ao inimigo". A transcrição da conversa afirma que Tolkachev foi executado no dia anterior por sua espionagem em favor dos EUA. O historiador Nicholas Dujmovic criticou o artigo de Fischer como "especulativo", dizendo que ele faz "poucas declarações factuais". David Hoffman refutou a teoria de Fischer, reafirmando que Tolkachev forneceu informações técnicas genuínas. Fischer respondeu que a CIA não havia divulgado as informações fornecidas por Tolkachev; que a transcrição do Politburo é "suspeita" e possivelmente falsificada; e que a KGB, que operava outros "dangles" fornecendo informações sobre tecnologias de armas soviéticas, também controlava Tolkachev.